# Federico Visconti
Federico Visconti (Milán, 1617-ibídem, 7 de enero de 1693) fue un eclesiástico italiano, arzobispo de Milán y cardenal. 

## Biografía
Primogénito de los seis hijos de Carlo Visconti, conde de Carbonara, y Francesca Perona, condesa de San Martino, estudió filosofía en el colegio de jesuitas de Brera en Milán y derecho en el Colegio Borromeo de Pavía, y posteriormente se doctoró en jurisprudencia en la Universidad de Bolonia.  Decidido a tomar la carrera eclesiástica y bajo la tutela de su tío Francesco, obispo de Cremona, desempeñó diversos puestos por encargo sucesivamente de los cardenales y arzobispos milaneses Cesare Monti y Alfonso Litta: director de la Biblioteca Ambrosiana, gobernador del Hospital Mayor de Milán y ocasionalmente vicario general de la diócesis. 
En 1658 viajó a Roma, donde Alejandro VII le nombró protonotario apostólico y referendario de la Signatura Apostólica; posteriormente sirvió como gobernador de Tivoli, Citta di Castello y Montalto. De regreso en Roma, en 1667 entró como auditor del Tribunal de la Rota. 
En junio de 1681 fue nombrado arzobispo de Milán, en agosto fue consagrado por el cardenal Gaspare Carpegna y en el consistorio de septiembre del mismo año el papa Inocencio XI le creó cardenal con título de San Alessio. Participó en el cónclave de 1689 en que fue elegido papa Alejandro VIII y en el de 1691 en que lo fue Inocencio XII, aunque de este último hubo de retirarse antes de la elección final por cuestiones de salud. 
Fallecido en 1693 a los 75 años de edad, fue sepultado frente al altar de la Madonna del'Albero en la catedral de Milán.